# Aphaniosoma quadrinotatum
Aphaniosoma quadrinotatum is een vliegensoort uit de familie van de Chyromyidae. De wetenschappelijke naam van de soort is voor het eerst geldig gepubliceerd in 1904 door Becker.